# Извержение Фуэго (2018)
Извержение Фуэго произошло 3 июня 2018 года. Фуэго — стратовулкан в Гватемале, один из самых активных в стране. За свою активность ещё конкистадорами назван «Вулканом Огня». С 1524 года зафиксировано более 60 извержений.
Спутником Landsat-8 фиксировал вулканическую активность 7-8 января и 1 февраля 2018 года, когда шлейф пепла поднимался с вершины горы на высоту до 6500 м.
Извержение 3 июня 2018 года сопровождалось пирокластическими потоками и лахарами, сошедшими по восточному склону вулкана. В результате многие жители окрестных деревень, работавшие на своих полях, так и не успели эвакуироваться. По данным на 8 июля 2018 года жертвами извержения стали 113 человек, 57 получили ранения, и 329 человек числятся пропавшими без вести. По другим данным, на 18 июня 2018 года в моргах находилось 159 тел, 85 из них — были опознаны.
Официально сообщено о минимум 190 погибших и более 250 пропавших без вести. В неофициальных источниках утверждается о гибели вплоть до 2000 жителей. Тем не менее, это крупнейшее по количеству жертв извержение в Гватемале после извержения 1902 года вулкана Санта-Мария, когда погибло около 6000 человек.
Вулканический пепел также покрыл ближайшие деревни и уничтожил более 8500 гектаров посевов кукурузы, бобов и кофе.

Уничтоженная деревня Сан-Мигуэль-Лос-Лотес

Последствия извержения Фуэго 2018 года затронули в той или иной мере около 1,7 миллиона гватемальцев, материальный ущерб превысил 210 миллионов долларов.